# Soiuz MS-17
El Soiuz MS-17 fou un vol espacial tripulat de la nau Soiuz llançat el 14 d'octubre de 2020. Va transportar tres membres de l'Expedició 63/64 a l'Estació espacial Internacional, el comandant rus i dos enginyers de vol, un rus i un estatunidenc.
Aquesta missió ha estat la primera en realitzar un encontre espacial amb l'estació utilitzant una trajectòria «ultraràpida» que només necessità fer dues òrbites al voltant de la Terra amb una durada aproximada de tres hores.
Cap al final de la missió la nau canviarà de lloc d'acoblament passant al mòdul Poisk deixant lliure el mòdul Rassvet per l'acoblament de la nau Soiuz MS-18, amb data prevista de llançament de 1 d'abril de 2021 portant els cosmonautes Oleg Novitsky, Pyotr Dubrov i Andrei Borisenko amb una estada prevista de sis mesos. La dues aeronaus compartiran estada a l'EEI durant nou dies fins a la partida de la Soiuz MS-17.

## Tripulació
| Posició           | Tripulació                                                     | Tripulació                                                     |
| ----------------- | -------------------------------------------------------------- | -------------------------------------------------------------- |
| Comandant         | Serguei Rijikov, RSA Expedició 63/64 Segon vol espacial        | Serguei Rijikov, RSA Expedició 63/64 Segon vol espacial        |
| Enginyer de vol 1 | Serguei Kud-Svertxkov, RSA Expedició 63/64 Primer vol espacial | Serguei Kud-Svertxkov, RSA Expedició 63/64 Primer vol espacial |
| Enginyer de vol 2 | Kathleen Rubins, NASA Expedició 63/64 Segon vol espacial       | Kathleen Rubins, NASA Expedició 63/64 Segon vol espacial       |

### Tripulació de reserva
| Posició           | Tripulació               | Tripulació               |
| ----------------- | ------------------------ | ------------------------ |
| Comandant         | Oleg Novitsky, Roscosmos | Oleg Novitsky, Roscosmos |
| Enginyer de vol 1 | Pyotr Dubrov, Roscosmos  | Pyotr Dubrov, Roscosmos  |
| Enginyer de vol 2 | Mark T. Vande Hei, NASA  | Mark T. Vande Hei, NASA  |